# Brunauer István
Brunauer István (vagy angolul Stephen Brunauer) (Budapest, 1903. február 12. – Potsdam, New York, 1986. július 6.) magyar származású amerikai kémikus, katonatiszt, egyetemi tanár, a „marslakóknak” nevezett Amerikába emigrált magyar tudósok egyike. Teller Edével és Paul Hugh Emmett-tel közösen írták le, a róluk elnevezett, gázok szilárd felületen történő adszorpcióját leíró BET-elméletet. Jelentősek még a nagy erejű robbanóanyagok terén, részben Albert Einsteinnel közösen végzett, kutatásai.

## Élete

### Ifjúkora és tanulmányai
Brunauer István Budapesten született egy szegény zsidó családban. Édesapja megvakult, ezért munkaképtelen volt. Édesanyja varrónőként dolgozott, hogy eltartsa a családot. Brunauer 1921-ben Amerikában élő nagybátyjához költözött. Itt először a City College of New York hallgatója lett, majd a New York-i Columbia Egyetemen angolt és kémiát tanult, ahol 1925-ben szerzett diplomát. 1929-ben szerzett vegyészmérnök mester diplomát a washingtoni George Washington Egyetemen, ahol később találkozott Teller Edével. 1933-ban szerezte meg a kémiai tudományok doktora címet a baltimore-i Johns Hopkins Egyetemen, ahol a nitrogén vaskatalizátoron történő adszorpcióját vizsgálta az ammóniaszintézis során, ez a kutatás lett a későbbi BET-elmélet alapja. Diákévei alatt tagja az Amerikai Ifjú Munkások Ligájának (Young Workers' League of the United States).

### Kormányzati szerepvállalása
1929-ben helyezkedett el az Amerikai Egyesült Államok Mezőgazdasági Minisztériumának Kötött Nitrogén Kutatólaboratóriumában (Fixed Nitrogen Research Laboratory), ahol Paul Hugh Emmett kollégája lett. 1930-ban közös publikációt jelentettek meg az ammóniaszintézis katalizátorairól. 1931-ben feleségül vette Esther Delia Caukint. Három gyermekük született. Louis 1934-ben, aki mindössze öt hónapot élt, Kathryn 1938-ban és Elizabeth 1942-ben. A Pearl Harbor-i támadás után otthagyta állását a minisztériumba és csatlakozott az Amerikai Haditengerészet tartalékos állományához és a Fegyverkezési Iroda (Bureau of Ordnance) keretein belül működő Nagyerejű Robbanóanyag Kutatócsoport tagja lett. 1943-ban elérte, hogy Albert Einstein a csoport tanácsadója lehessen napi 25 dolláros fizetésért. Einstein már a háború előtt levelezett Esther Brunauer-rel, aki német tudósok amerikai munkavállalását segítette. 1945. november 9-én fregattkapitányi (Commander, OF-4) rangot ért el. A második világháború végén leszerelt és civil tanácsadóként folytatta addigi munkáját a Haditengerészetnél. Többször járt hazánkban, hogy a hazai kutatás helyzetéről tájékozódjon. Útjai során számos magyar tudósnak segített az Államokba emigrálni. Mégis ezen útjai később szerepet játszottak abban, hogy az USA iránti hűségét megkérdőjelezzék. Bár számos biztonsági vizsgálaton sikeresen szerepelt és a Fegyverkezési Iroda Kutatási és Fejlesztési Részlegének vezető kémikusa lett, az Atomenergia Bizottság (Atomic Energy Commission) megtagadta tőle egy fontos biztonsági engedély kiadását a kommunista Ifjú Munkások Ligájában betöltött szerepe miatt.
Az 1950-es években Joseph McCarthy Wisconsin republikánus szenátora indított el egy antikommunista „kereszteshadjáratot”, melyet később róla egyszerűen csak mccarthyzmusnak neveztek el. A szenátus albizottsága, a Millard Tydings szenátor által vezetett úgynevezett Tydings Bizottság feladata volt az amerikai kormányzati dolgozók államhoz való hűségének vizsgálata. Vizsgálat indult Esther Caukin ellen is, de júliusban felmentették. Ennek ellenére a Haditengerészet 1951. április 10-én felfüggesztette Brunauer biztonsági engedélyeit. Ezt követően a Külügyminisztérium ugyanígy tett a felesége engedélyeivel, aki ellen újabb vizsgálatokat is indítottak. Két hónappal később, június 14-én, amikor kiderült, hogy a Haditengerészet készül megvonni biztonsági engedélyeit lemondott arra hivatkozva, hogy a „procedúra esetleg kellemetlenségekkel járna és szégyent hozna a Tengerészetre”. Mint mondta a felülvizsgálat során a kormányzati alkalmazottak védtelenek voltak, mert megtagadták tőlük, hogy „megtudják azoknak a kilétét, akik a terhelő információkat adták” és „visszatartottak számos információt, melyekre a vádakat alapozták”. Költségesnek, szívtelennek és idegtépőnek nevezte ezt a folyamatot. Brunauer ugyan elismerte a 20-as években vállalt szerepét az Ifjú Munkások Ligájában, de kijelentette, hogy több, mint 18 éven át erős antikommunistaként szolgálta az országot. A feleségét 1952. június 16-án bocsátották el a minisztériumból közelebbről meg nem nevezett biztonsági kockázatra hivatkozva, a hivatalos indok a házassága volt, de a valódi ok az volt, hogy politikailag így volt célszerű.

### Későbbi évek
A kormányzati munka végeztével a chicagói Portlandcement Társaság (Portland Cement Association) munkatársa lett, ahol az alapkutatásokat vezette. Emellett a potsdami Clarkson Egyetem tanára lett. Első felesége 1959-ben hunyt el. 1961-ben feleségül vette a magyar származású egyetemi professzorasszonyt, a szintén a Clarksonon tanító, Hunyadi Dalmát, akivel közösen könyvet adott ki Kosztolányi Dezső életéről és munkásságáról. 1965-ben a kémiai tanszék vezetője, később pedig a Clarkson Kollid és Felületi Kémiai Intézet (Clarkson Institute of Colloid and Surface Chemistry) igazgatója lett. 1973-ban vonult nyugállományba. 1986-ban hunyt el a New York állambeli Potsdamban, ott is helyezték örök nyugalomra. 1987-ben az Amerikai Kerámiai Társaság Langmuir című folyóiratában megjelent memoárban „korunk kétségtelenül egyik legmegbecsültebb felületi kémikusának” nevezik. A biztonsági engedély körüli fiaskót és hűségének megkérdőjeleződését, mint a pályája arculatának, irányának alapvető megváltozásaként írják le, elkendőzve a keserű részleteket.

## Munkássága

### A BET-elmélet
Az elmélet, mely Brunauer mellett Paul Hugh Emmett és Teller Ede nevéhez kötődik 1938-ban látott először napvilágot az Amerikai Kémiai Társaság folyóiratában (Journal of the American Chemical Society). Az elmélet a gázmolekulák szilárd felületen történő fizikai adszorpciójával foglalkozik és egy fontos fajlagos felület meghatározására szolgáló mérési eljárás alapja. A modell a monomolekuláris, egyrétegű adszorpciót vizsgáló Langmuir-elmélet kiterjesztése többrétegű esetre.

### Írásai
- Physical Adsorption (Fizikai adszorpció, Princeton University Press, 1945)
- The Adsorption Of Gases And Vapors, Volume 1 (Gázok és gőzök adszorpciója, első kötet, Oxford University Press, 1943)
- "Einstein in the U.S. Navy" (Einstein a Tengerészetnél), Burtron H. Davis és William P. Hettinger Jr. (szerkesztők) Heterogeneous Catalysis: Selected American Histories (Heterogén katalízis: Válogatott amerikai történetek) című könyvében (American Chemical Society, 1983)
- S. Brunauer, P.H. Emmett and E. Teller, Journal of the American Chemical Society, Volume 60 (1938), 309-19
- Kosztolányi Dezső (Hunyadi Dalmával közösen, Finnugor Szemináriumi Tanulmányok, Universität München, 1983, München)

## Emlékezete
- Az Egyesült Államokban működő Amerikai Kerámiai Társaság (American Ceramics Society) minden évben átadja a tiszteletére alapított Brunauer-díjat.
- A Clarkson Egyetemen minden évben egy végzős hallgató átveheti a professzor nevét viselő Brunauer-díjat.

## Képgaléria - Albert Einstein levelei Brunauer Istvánhoz

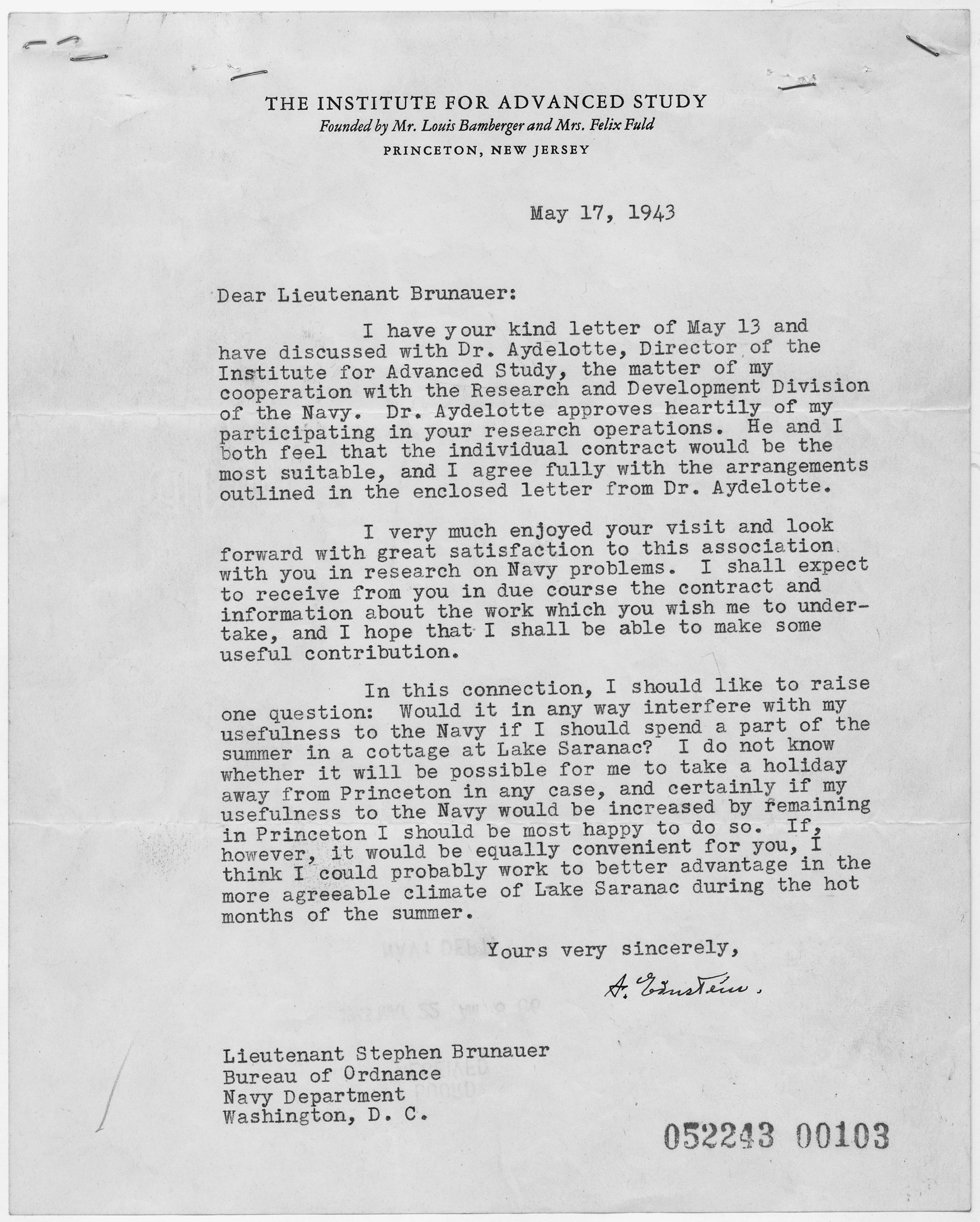
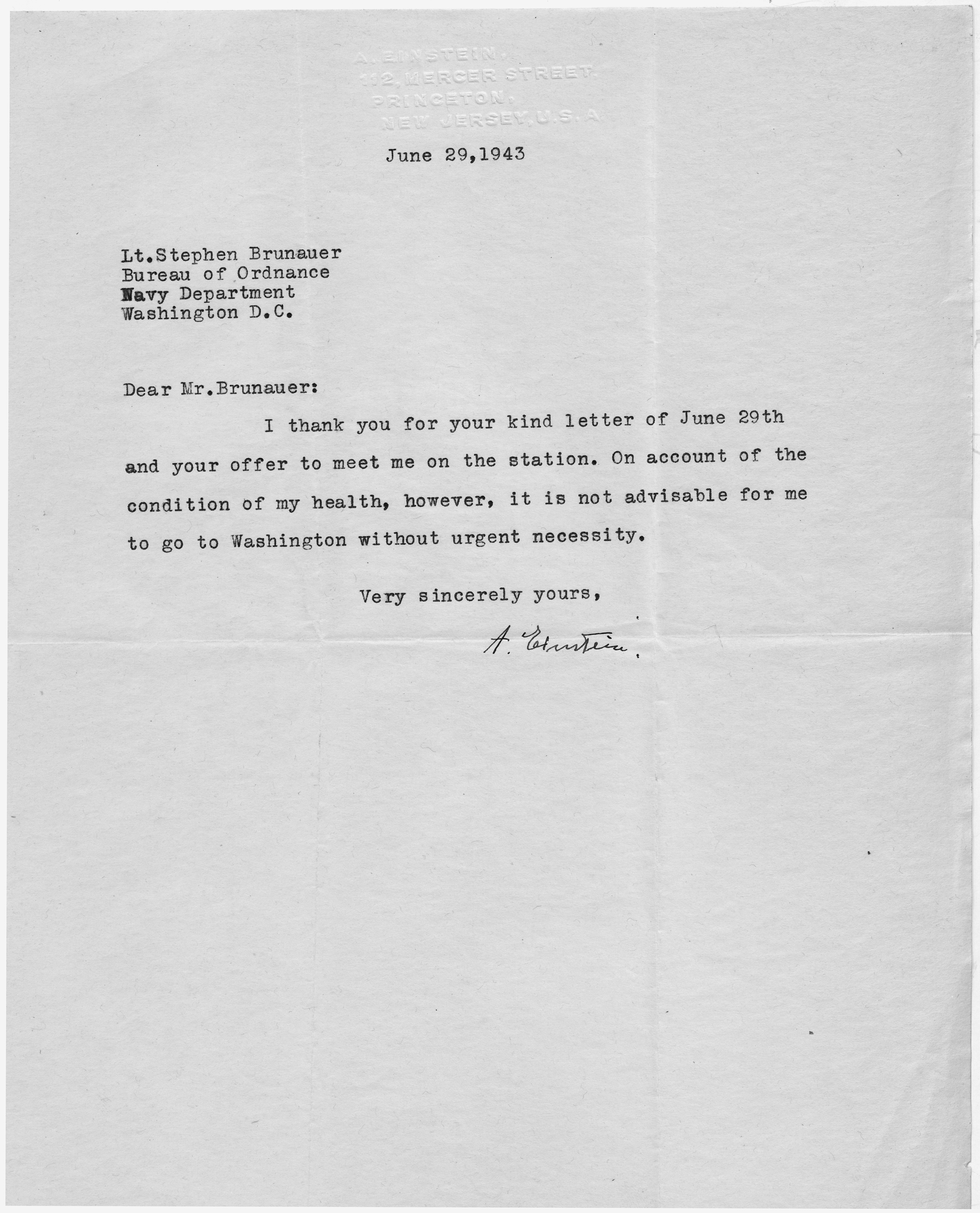
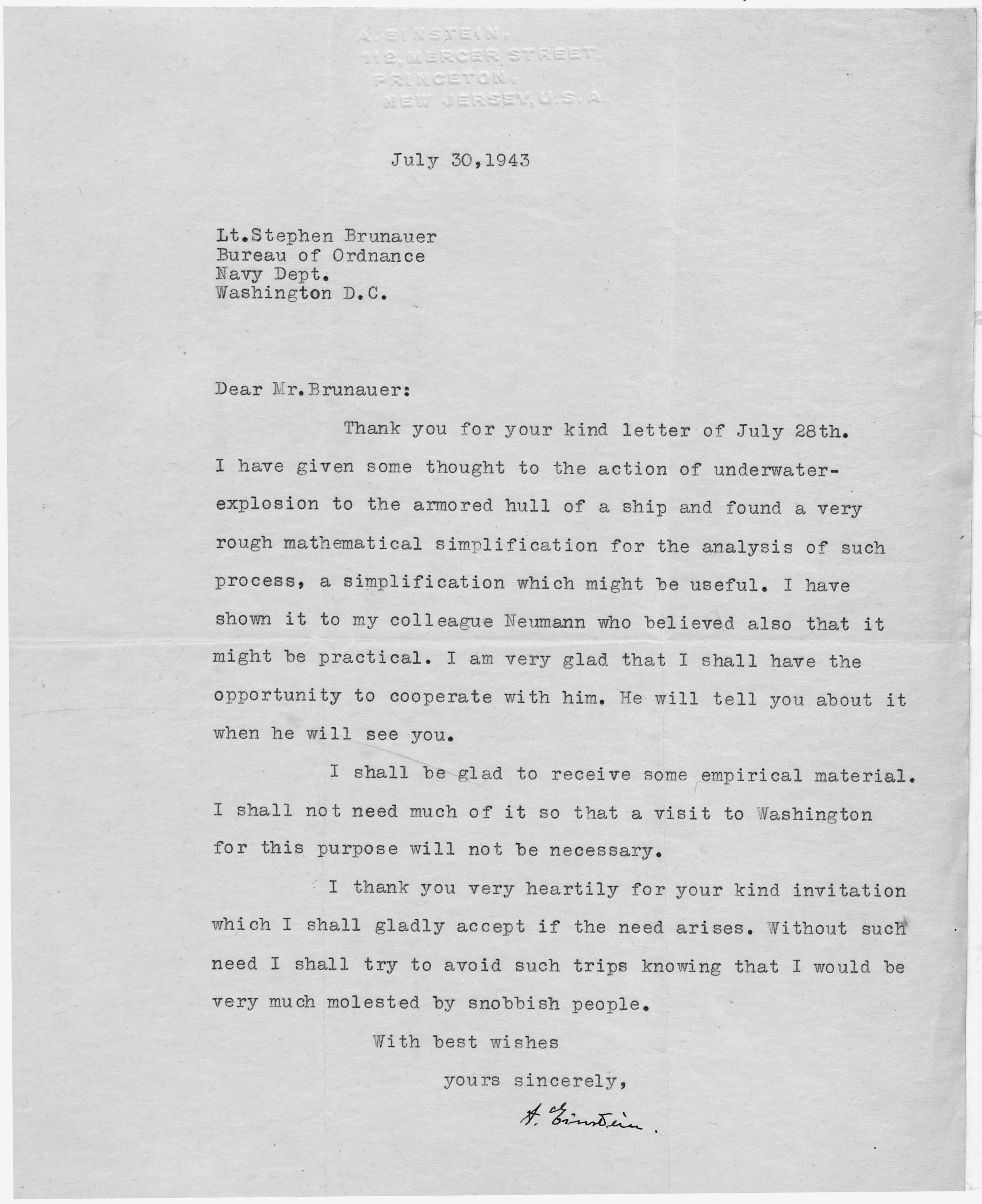

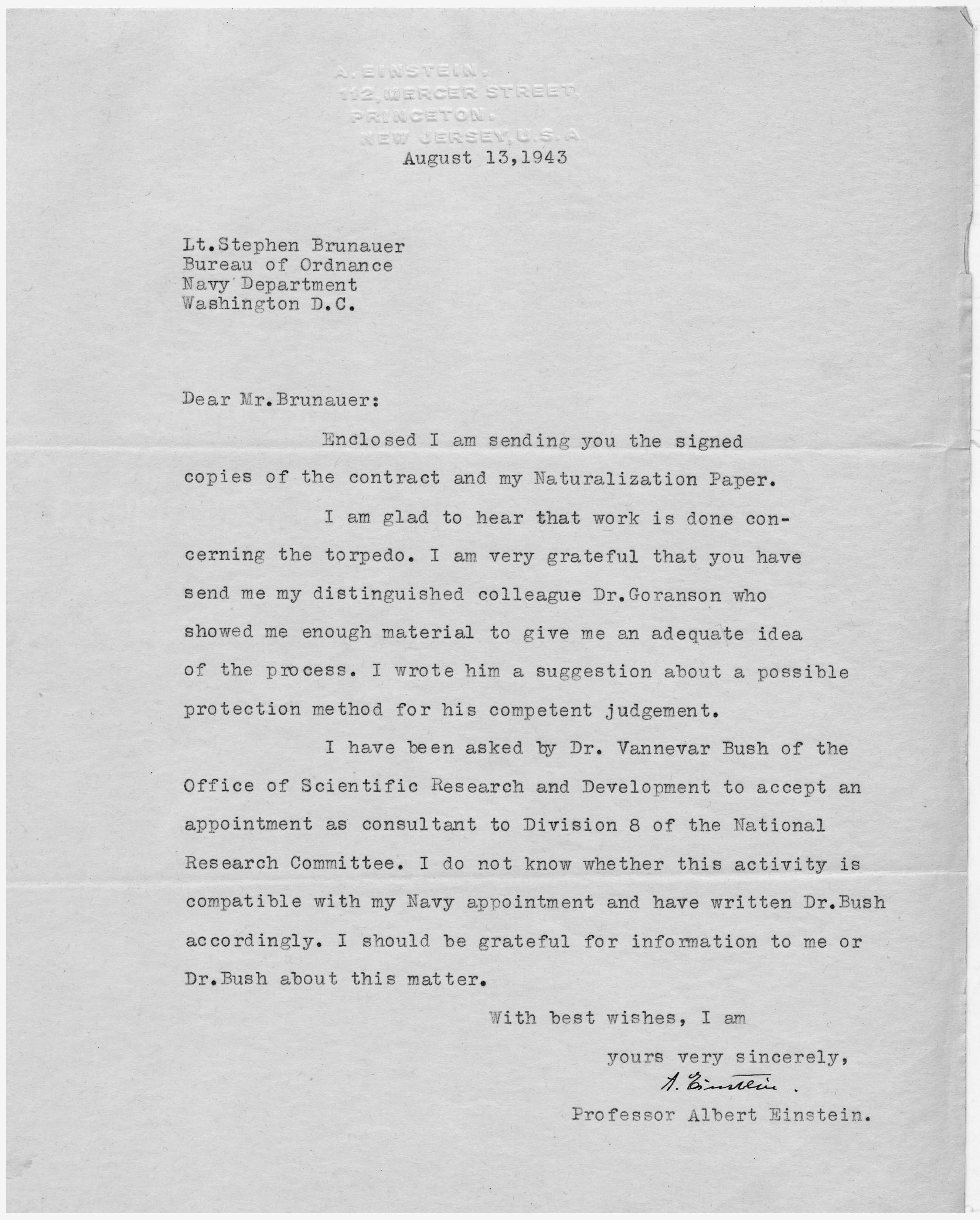
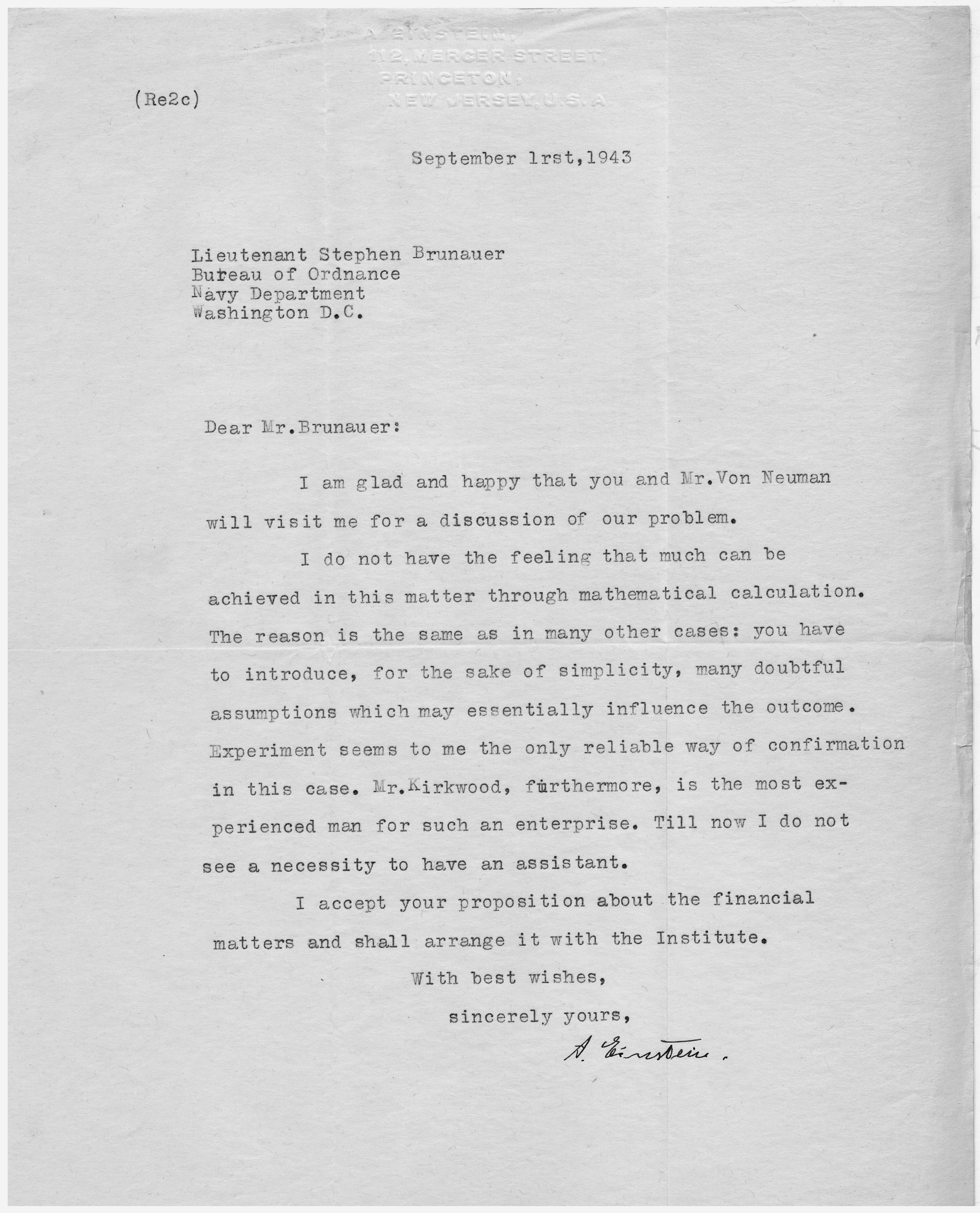
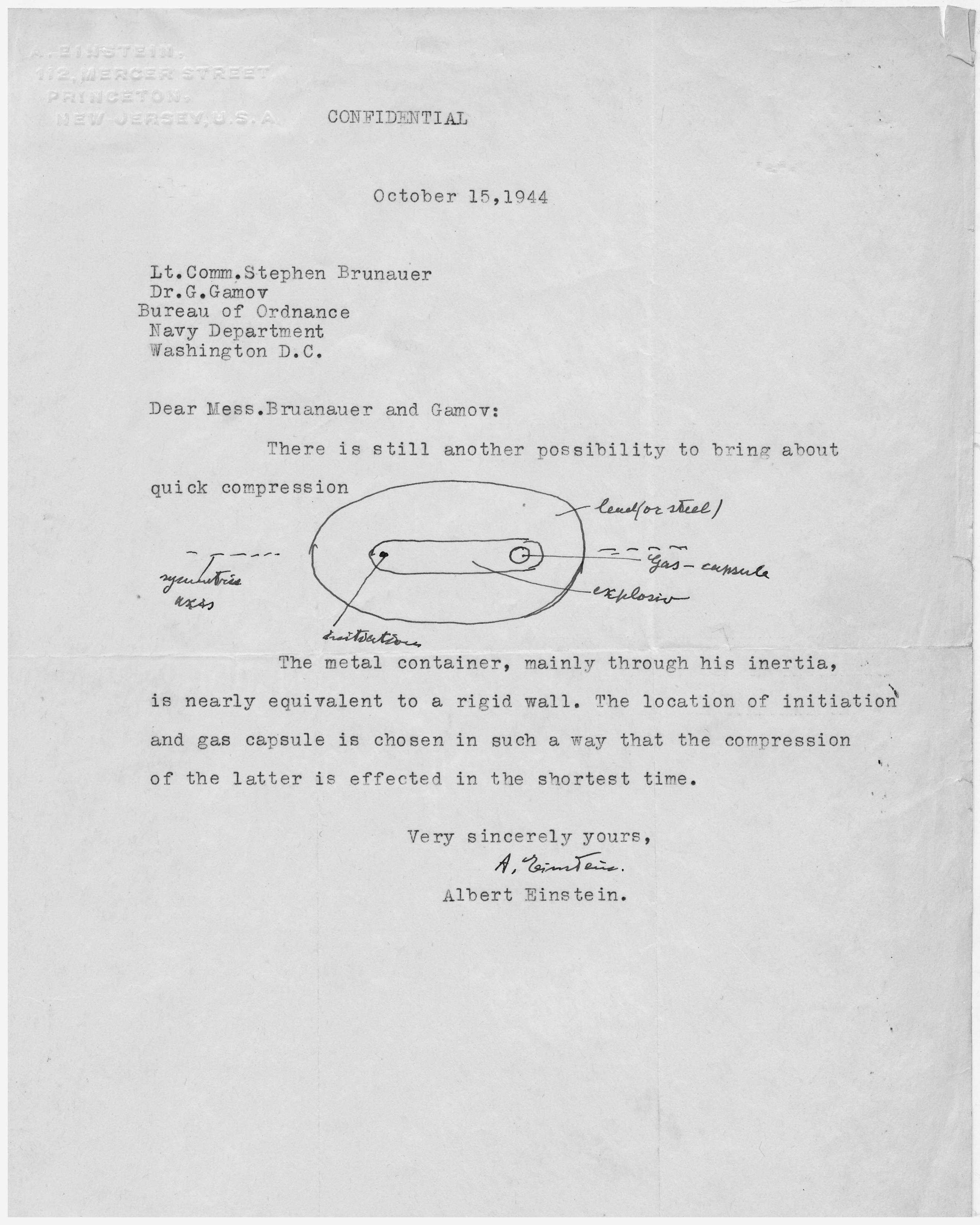

## Fordítás
- Ez a szócikk részben vagy egészben  a   Stephen Brunauer című angol Wikipédia-szócikk ezen változatának fordításán alapul.  Az eredeti cikk szerkesztőit annak laptörténete sorolja fel. Ez a jelzés csupán a megfogalmazás eredetét és a szerzői jogokat jelzi, nem szolgál a cikkben szereplő információk forrásmegjelöléseként.
- Ez a szócikk részben vagy egészben  a   Stephen Brunauer című német Wikipédia-szócikk ezen változatának fordításán alapul.  Az eredeti cikk szerkesztőit annak laptörténete sorolja fel. Ez a jelzés csupán a megfogalmazás eredetét és a szerzői jogokat jelzi, nem szolgál a cikkben szereplő információk forrásmegjelöléseként.